# Peter Beck (Rennrodler)
Peter Beck (* 9. April 1965) ist ein ehemaliger liechtensteinischer Rennrodler.

## Karriere
Beck trainierte zur Saison 1984/85, dank Unterstützung der Fédération Internationale de Luge de Course beim italienischen Rodelverband mit. In der darauffolgenden Saison wurde er Vereinsmeister des Rodelclubs Triesenberg und Landesmeister von Liechtenstein. 1986 löste er sich von der Trainingsgemeinschaft mit den Italienern und trainierte alleine. Bei den Weltmeisterschaften 1987 wollte Beck die Olympianorm schaffen, nach dem ersten Lauf lag er noch auf Platz 23, musste dann allerdings krankheitsbedingt aufgeben. Zu den Olympischen Winterspielen 1988 in Calgary reiste er mit seinem Betreuer Rainer Gassner. Im Einsitzer lag er nach dem ersten Durchgang auf Platz 20, stürzte jedoch im zweiten Lauf und blieb ohne Platzierung. Nach den Spielen konnte er einige Trainingsläufe mit dem US-amerikanischen Team unter der Leitung des liechtensteinischen Trainers Wolfgang Schädler absolvieren.